# ノートルダムの傴僂男 (1939年の映画)
『ノートルダムの傴僂男』（ノートルダムのせむしおとこ、The Hunchback of Notre Dame）は、ウィリアム・ディターレ監督、パンドロ・S・バーマン製作による1939年のアメリカ合衆国の映画である。ヴィクトル・ユーゴーの小説『ノートルダム・ド・パリ』を原作としており、チャールズ・ロートンがカジモド役、モーリン・オハラがエスメラルダ役を務めた。

## キャスト

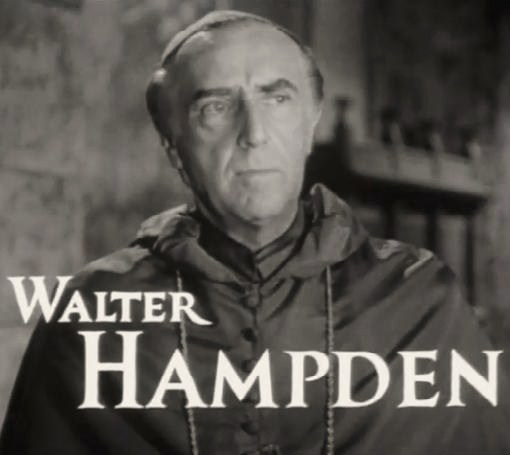
クロード・フロロ役のウォルター・ハンデン

- カジモド - チャールズ・ロートン
- エスメラルダ（英語版） - モーリン・オハラ
- ジャン・フロロ（英語版） - セドリック・ハードウィック
- クロパン・トルイユフー（英語版） - トーマス・ミッチェル
- ピエール・グランゴワール - エドモンド・オブライエン
- フェビュス隊長（英語版） - アラン・マーシャル（英語版）
- クロード・フロロ（英語版） - ウォルター・ハンデン（英語版）

- ルイ11世 - ハリー・ダヴェンポート

## 受賞とノミネート
| 賞           | 年     | 部門                     | 結果       |
| ------------ | ------ | ------------------------ | ---------- |
| アカデミー賞 | 作曲賞 | アルフレッド・ニューマン | ノミネート |
| アカデミー賞 | 録音賞 | ジョン・アールバーグ     | ノミネート |